# Sant Joan de Moró
Sant Joan de Moró är en kommun i Spanien.   Den ligger i provinsen Província de Castelló och regionen Valencia, i den östra delen av landet, 300 km öster om huvudstaden Madrid. Antalet invånare är 2 999. Arean är 29,1 kvadratkilometer. Sant Joan de Moró gränsar till L'Alcora, Borriol, Costur och Vilafamés. 
Terrängen i Sant Joan de Moró är kuperad österut, men västerut är den platt.